# Francesco Lismanini
Francesco Lismanini, aussi écrit Francesco Lismanino ou Franciszek Lismanin, né à Corfou vers 1505 et mort à Königsberg  en avril 1566, est un réformateur protestant. Frère franciscain italien d'origine grecque, il s'est converti au calvinisme.

## Biographie
Il est né dans une famille italienne installée à Corfou, alors possession vénitienne. Ses parents grecs ont quitté Corfou pour s'installer en Italie. En 1515 la famille est arrivée à Cracovie, en Pologne, où, en 1525, Francesco est devenu un frère franciscain. Bon prédicateur, il a été choisi par la reine Bona Sforza, italienne et seconde épouse du roi de Pologne Sigismond Ier, en tant que prédicateur et confesseur.
En 1540, il est élu père provincial franciscain en Pologne, mais humaniste lié au cercle érasmien, il est favorable aux doctrines réformées, et soupçonné d'hérésie en 1550 lors d'un voyage en Italie. En 1553, il arrive en Moravie, puis retourne en Italie puis en Suisse, où il se proclame ouvertement calviniste et devient un ami de Jean Calvin, Heinrich Bullinger et Johannes Wolf.
Il est retourné en Pologne pour faire partie de l'Église protestante de Pologne. Mikołaj Oleśnicki, un noble polonais propriétaire du village de Pińczów depuis 1546 est devenu calviniste sous l'influence de deux professeurs calvinistes de l'université de Königsberg, Andreas Osiander et Francesco Stancaro, venus prêcher à Pińczów. Stancaro a amené Oleśnicki à expulser les moines catholiques de Pińczów en novembre 1550 et à y fonder une académie protestante. Le premier recteur de l'académie est Grzegorz Orszak de l'université de Cracovie. Pierre Statorius lui a succédé et Francesco Lismanini, Jerzy Schomann et Jean Thenaud y ont été professeurs. Plusieurs synodes calvinistes se sont tenus à Pińczów entre 1550 et 1563.
À la fin des années 1550, il est impliqué dans de nombreux conflits entre calvinistes et luthériens avec des gens comme Francesco Stancaro et Giorgio Biandrata. Francesco Lismanini a essayé de parvenir à un accord avec l'église antitrinitaire des Frères polonais pour renforcer le protestantisme réformé en Pologne, mais en raison de l'opposition de Calvin et Bullinger, la tentative a échoué. En 1551, il a reçu en Pologne Lelio Sozzini. En 1556, il écrit à Calvin en lui demandant d'envoyer en Pologne Pierre Statorius pour enseigner à l'académie protestante de Pińczów.
En septembre 1560, le synode de Książ décide d'envoyer une délégation auprès de Calvin avec la confession de Stancaro. Francesco Lismanini justifie cette décision par le désir de ne pas condamner Stancaro sans un examen de sa confession. Calvin renouvelle sa condamnation de Stancaro dans une lettre à Stanisław Stadnicki, le 26 février 1561.
Quand Biandrata et Alciati ont quitté la Pologne en 1563, il a été effrayé par les conséquences de l'antitrinitarisme avec les écrits de Gregorius Pauli, il est revenu vers un discours plus traditionnel et a pu reprendre ses relations avec les Zurichois. Dans une lettre écrite le 15 mars 1563, Johannes Wolf écrit à Francesco Lismanini sur les hérétiques « que M. Calvin a d'une part poursuivis pour impiété arienne par des écrits très perçants et qu'il a d'autre part aussi dénoncés dans des livres ».
En 1563, il se rend à Vilnius auprès du prince Radziwiłł
Il est entré au service du duc Albrecht de Prusse, à Königsberg, où il est mort en 1566.

## Écrits
- Brevis explicatio doctrinae de sanctissimae Trinitate, 1565.
- Lettres.

## Sources
- (en) Cet article est partiellement ou en totalité issu de l’article de Wikipédia en anglais intitulé « Francesco Lismanini » (voir la liste des auteurs).